# Buenavista (Quindío)
Buenavista – miasto w Kolumbii, w departamencie Quindío.